# 黄旭东
黄旭东（1982年11月3日—），网名小色，游戏解说，曾为WCG2007年至2010年《星际争霸》项目中文解说，曾经担任电子游戏视频平台NeoTv制片人，现在已脱离NeoTV，和F91（孙一峰），法人（周宁）一起创建了SCBoy公司。目前专项解说游戏星际争霸2。

## 简介
黄旭东在高一时开始玩星际争霸，并加入游戏战队ZG自贡战队。
2004年，黄旭东在第一届全国电子竞技运动会中担任记者。后去到竞星网制作《小色教你打星际》、《星际之夜》等节目。
2006年，CEG广州站举行，由于现场缺一个解说，工作人员让黄旭东顶场，因此黄旭东进行他第一次现场解说。由于效果非常好，他被邀请在成都站、西安站进行解说。
在竞星网的投资商撤资后，黄旭东去成都一家俱乐部担任经理。
2007年，加入NeoTV，成为WCG的解说。
2008年，有水友星际争霸论坛“8DA”上发帖称星际选手章春雷在赛前和选手“大师”（隶属于PLU）一起训练了一个月导致战绩不佳（章春雷在WCG中国区分站赛上被淘汰），黄旭东在该帖子下面跟帖应和。但该帖中一个用户的IP是来源于NeoTV（该用户发过不少诋毁PLU和GAMESTV的帖子）被网友曝光，黄旭东被认为是该用户，并因此卷入数次网络骂战。2008年11月12日，黄旭东在博客上宣布退出8DA论坛。
2010年，在STX“中韩大师对抗赛”后，黄旭东宣布退出星际争霸一。
2011年底，黄旭东和孙一峰、MsJoy、周宁组成星际争霸2解说团体“星际老男孩”。
2017年9月，与魔音糯米在魔音糯米有无使用外挂的方面产生纠纷。
2019年，黄旭东离开NeoTV，成立Scboy Gaming公司，并建立相关论坛。

## 逸闻
在解说中，他会以比赛状况做出预测，但被他认为有优势或者被他夸奖的一方经常会出现失误且输掉比赛，因此拥有“电竞毒奶”、“毒奶黄旭东”之称，其预测常和结果相反的情况甚至扩展到其他领域，也因此出名。